# Miguel Jaume y Bosch
Miguel Jaume y Bosch (Palma de Mallorca, 1844 - 1900) fue un pintor español que vivió la mayor parte de su vida en Montevideo, Uruguay.
Nació en 1844 en Palma de Mallorca, estudiando allí en la “Academia de Bellas Artes”. 
En 1871 llegó a Montevideo donde vivió hasta su muerte el 18 de mayo de 1900. Se casó con María Teresa Bernat. 
En Uruguay abrió un taller de pintura donde fue maestro de varios pintores locales, entre otros Pedro Blanes Viale. 
Participó activamente en varias actividades culturales en Montevideo, entre otras cosas actuando como secretario de José Pedro Varela autor de la ley de 1877 sobre la educación pública. 
Además fue presidente de una institución local organizada para ayudar a inmigrantes desempleados de las Islas Baleares. 
Muchas de sus pinturas se centraron en los diferentes tipos humanos del Montevideo de su tiempo, proporcionado una mirada única sobre las gentes y las calles decimonónicas de la ciudad, de ahí el valor histórico de su trabajo.